# Naturschutzgebiet Siesel – Teilgebiet Jungfernsprung
Das Naturschutzgebiet Siesel – Teilgebiet Jungfernsprung ist ein 9,4 ha großes Naturschutzgebiet (NSG) nördlich des Dorfes Siesel bzw. dessen Gewerbegebietes Siesel im Stadtgebiet von Plettenberg im Märkischen Kreis in Nordrhein-Westfalen. Das NSG wurde 2012 vom Kreistag des Märkischen Kreis mit dem 2. Änderung des Landschaftsplanes Nr. 1 (Plettenberg-Herscheid-Neuenrade) ausgewiesen. Das NSG beginnt direkt nördlich vom Gewerbegebietes Siesel. Die Bundesstraße 236 (B 236) liegt sowohl östlich als auch westlich des NSGs. Im Westen trennt nur die B 236 das NSG von der Lenne. Die Bahnstrecke Ruhr-Sieg-Strecke durchquert das NSG in einem Tunnel. Nur durch die B 236 getrennt liegt das Naturschutzgebiet Siesel – Teilgebiet Auf dem Pütte. Im Südwesten liegt nur ungefähr 100 m entfernt das Naturschutzgebiet Siesel – Teilgebiet Lenne. Während das Naturschutzgebiet Siesel – Teilgebiet Humme ungefähr 1.000 m östlich liegt.
Die Fläche des Naturschutzgebietes ist bereits seit 2004 Teil des FFH-Gebietes „Lennealtarm Siesel“ (DE-4713-301) mit 39 ha Größe.

## Gebietsbeschreibung
Bei dem NSG handelt es sich um einen Hainsimsen-Rotbuchenwald in Hang- und Kuppellage des Berges Jungfernsprung, um den im Osten, Süden und Westen die Lenne liegt. Der Wald ist teils zwergstrauchreich. Im NSG befinden sich Felsen mit spezieller Vegetation. Im NSG kommt der Grauspecht vor.

## Schutzzweck
Das Naturschutzgebiet wurde zur Erhaltung und Entwicklung eines Hainsimsen-Buchenwaldes eines Umlaufberges der Lenne mit natürlichen Felsbildungen, mit teils zwergstrauchreichen Laubholzbeständen und als Lebensraum seltener und gefährdeter Tier- und Pflanzenarten ausgewiesen. Wie bei anderen Naturschutzgebieten in Deutschland wurde in der Schutzausweisung darauf hingewiesen, dass das Gebiet „wegen der landschaftlichen Schönheit und Einzigartigkeit“ zum Naturschutzgebiet wurde.
Unter Besondere Verbote wurde im Landschaftsplan aufgeführt „die bodenständigen Waldbereiche (Hainsimsen-Buchenwald; zwergstrauchreichen Laubholzbestände der Hang- und Kuppenlagen) forstlich zu nutzen; ausgenommen bleibt die einzelstammweise Nutzung nach Maßgabe der Unteren Landschaftsbehörde“.